# چارلز واتسون-ونتورث راکینگهام
چارلز واتسون-ونتورث راکینگهام (انگلیسی: Charles Watson-Wentworth, 2nd Marquess of Rockingham؛ ۱۳ مهٔ ۱۷۳۰ – ۱ ژوئیهٔ ۱۷۸۲) یک سیاست‌مدار اهل بریتانیا و نخست وزیر آن کشور بود.